# Жерникур
Жерникур (фр. Gernicourt) насеље је и општина у североисточној Француској у региону Пикардија, у департману Ен (Пикардија) која припада префектури Лаон.
По подацима из 2011. године у општини је живело 46 становника, а густина насељености је износила 6,16 становника/km². Општина се простире на површини од 7,47 km². Налази се на средњој надморској висини од 96 метара (максималној 92 m, а минималној 49 m).

## Демографија
| 1962. | 1968. | 1975. | 1982. | 1990. | 1999. | 2011. |
| ----- | ----- | ----- | ----- | ----- | ----- | ----- |
| 65    | 76    | 55    | 43    | 59    | 55    | 46    |

График промене броја становника у току последњих година